# Грязнушка (приток Лека)
Грязнушка — река в России, протекает в Пермском крае, на территории Кишертского района.

## География
Протекает через деревню Савята. Устье реки находится в 25 км от устья Лёка по левому берегу. Длина реки составляет 10 км.

## Данные водного реестра
По данным государственного водного реестра России относится к Камскому бассейновому округу, водохозяйственный участок реки — Сылва от истока и до устья, речной подбассейн реки — Кама до Куйбышевского водохранилища (без бассейнов рек Белой и Вятки). Речной бассейн реки — Кама.
Код объекта в государственном водном реестре — 10010100812111100012777.